# Звёздный каталог (сборник)
Звёздный каталог — трибьют-сборник группы «Браво», в записи которого, помимо самой группы «Браво» принимали участие Земфира, Максим Покровский, Илья Лагутенко, Дмитрий «Сид» Спирин и «Тараканы!», Би-2, Светлана Сурганова и другие. Сборник вышел в 2004 году к двадцатилетнему юбилею «Браво».
Содержит две новые песни в исполнении «Браво» — «Выше всех» и «Стрижи».

## Список композиций
| №   | Название                   | Исполнитель                                             | Длительность |
| --- | -------------------------- | ------------------------------------------------------- | ------------ |
| 1.  | «Выше всех»                | «Браво»                                                 | 3:57         |
| 2.  | «Вася. В пятницу вечером»  | «5’Nizza»                                               | 3:39         |
| 3.  | «Как быть?»                | «Браво», Земфира                                        | 3:21         |
| 4.  | «Любите, девушки»          | «Браво», Максим Покровский                              | 2:47         |
| 5.  | «Король „Оранжевое лето“»  | «Браво», Татьяна Литвиненко                             | 3:26         |
| 6.  | «Как жаль»                 | «Браво», Дмитрий Спирин                                 | 3:44         |
| 7.  | «Мне грустно и легко»      | «Браво», Илья Лагутенко                                 | 3:08         |
| 8.  | «Страна цветов»            | «Браво», Сергей Мазаев                                  | 4:16         |
| 9.  | «Чудесная страна»          | «Браво», Светлана Сурганова                             | 3:35         |
| 10. | «Звёздный каталог»         | «Браво», «Би-2»                                         | 4:35         |
| 11. | «Вася 2004»                | «Браво», Билли Новик                                    | 3:42         |
| 12. | «Верю я»                   | «Браво», Гарик Сукачёв, Мария Макарова, Герберт Моралес | 3:43         |
| 13. | «Ленинградский рок-н-ролл» | «Браво», Максим Леонидов                                | 2:57         |
| 14. | «Стрижи»                   | «Браво»                                                 | 3:46         |

## Музыканты
- Евгений Хавтан — гитара, вокал (1,14).
- Роберт Ленц — вокал (13), гитара, бэк-вокал (1,5,6).
- Павел Кузин — ударные, перкуссия.
- Дмитрий Ашман — бас-гитара.
- Александр Степаненко — саксофон, слайд-гитара, клавишные.

### Приглашённые музыканты
- Всеволод Саксонов — клавишные.
- Антон Ревнюк — контрабас.
- Алексей Еленский — труба.
- Сергей Грошев — гитара.
- Евгений Журату — тромбон.
- Гера Моралес — вокал.
- Денис Мажуков — рояль.